# Yeon-in (serie televisiva 2006)
Yeon-in (연인?, lett. Amanti; titolo internazionale Lovers) è una serie televisiva sudcoreana trasmessa su SBS dall'8 novembre 2006 all'11 gennaio 2007. È la terza serie della trilogia Lovers, preceduta da Pari-ui yeon-in nel 2004 e Peuraha-ui yeon-in nel 2005.

## Trama
Yoon Mi-ju è figlia di un reverendo che ha adottato molti bambini mettendo in piedi un orfanotrofio, e lavora come chirurga plastica in un ospedale, anche se il suo sogno è aprire una clinica tutta sua. Ha Kang-jae è un orfano cresciuto da Kang Choong-shik, un boss della malavita, e suo fidato braccio destro. I due s'incontrano quando Mi-ju scambia Kang-jae per l'ex fidanzato della sorella adottiva, che l'ha lasciata dopo aver scoperto che era incinta; come la donna apprende poco dopo, Kang-jae esce in realtà con Park Yu-jin, la vicina di casa di Mi-ju. Kang-jae è anche l'acquirente interessato alla terra su cui sorge l'orfanotrofio del reverendo Yoon e che Mi-ju vorrebbe vendere per mettersi in proprio, senza sapere che la terra e la casa sono a rischio sequestro per colpa di suo padre. Quando Kang-jae viene ferito da alcuni gangster cinesi, Mi-ju lo cura e lui inizia a innamorarsi di lei; intanto, anche Kang Se-yeon, figlio del boss per cui lavora Kang-jae, s'innamora di Mi-ju, che sua madre vuole fargli sposare perché la ritiene un buon partito.

## Personaggi
- Ha Kang-jae, interpretato da Lee Seo-jin.
- Yoon Mi-ju, interpretata da Kim Jung-eun.
- Kang Se-yeon, interpretato da Jung Chan.
- Park Yu-jin, interpretata da Kim Gyu-ri.
- Tae-san, interpretato da Kim Nam-gil.
- Choi Yoon, interpretata da Yeon Mi-joo.
- Uhm Sang-taek, interpretato da Lee Ki-young.
- Reverendo Yoon Mok-sa, interpretato da Park In-hwan.
- Hong Soon-jung, interpretata da Choi Ha-na.
- Seol Won-chul, interpretato da Yoo Jung-hyun.
- Kang Choong-shik, interpretato da Choi Il-hwa.
- Jung Yang-geum, interpretato da Yang Geum-suk.
- Nam Chang-bae, interpretato da Kim Roi-ha.

## Ascolti
| Episodio | Data di trasmissione | Dati TNSM           | Dati TNSM                  |
| Episodio | Data di trasmissione | A livello nazionale | Area metropolitana di Seul |
| -------- | -------------------- | ------------------- | -------------------------- |
| 1        | 8 novembre 2006      | 11,3%               | 12,1%                      |
| 2        | 9 novembre 2006      | 12,2%               | 12,8%                      |
| 3        | 15 novembre 2006     | 14,3%               | 14,8%                      |
| 4        | 16 novembre 2006     | 15,6%               | 15,9%                      |
| 5        | 22 novembre 2006     | 14,7%               | 15,5%                      |
| 6        | 23 novembre 2006     | 15,6%               | 15,6%                      |
| 7        | 29 novembre 2006     | 16,1%               | 16,4%                      |
| 8        | 30 novembre 2006     | 16,0%               | 16,2%                      |
| 9        | 6 dicembre 2006      | 16,2%               | 16,7%                      |
| 10       | 7 dicembre 2006      | 15,8%               | 15,9%                      |
| 11       | 13 dicembre 2006     | 16,3%               | 16,3%                      |
| 12       | 14 dicembre 2006     | 19,5%               | 20,3%                      |
| 13       | 20 dicembre 2006     | 17,0%               | 17,4%                      |
| 14       | 21 dicembre 2006     | 18,0%               | 19,0%                      |
| 15       | 27 dicembre 2006     | 18,3%               | 19,4%                      |
| 16       | 28 dicembre 2006     | 16,6%               | 17,5%                      |
| 17       | 3 gennaio 2007       | 21,0%               | 22,2%                      |
| 18       | 4 gennaio 2007       | 23,2%               | 23,9%                      |
| 19       | 10 gennaio 2007      | 20,8%               | 21,8%                      |
| 20       | 11 gennaio 2007      | 25,3%               | 26,8%                      |
| Media    | Media                | 17,2%               | 17,8%                      |

## Riconoscimenti
| Anno | Premio           | Categoria               | Ricevente    | Risultato       |
| ---- | ---------------- | ----------------------- | ------------ | --------------- |
| 2006 | SBS Drama Awards | Premio della produzione | Kim Jung-eun | Vincitore/trice |
| 2006 | SBS Drama Awards | Premio degli internauti | Lee Seo-jin  | Vincitore/trice |
| 2006 | SBS Drama Awards | Migliori dieci stelle   | Lee Seo-jin  | Vincitore/trice |
| 2006 | SBS Drama Awards | Migliori dieci stelle   | Kim Jung-eun | Vincitore/trice |

## Distribuzioni internazionali
| Paese     | Canale/i | Prima TV                         | Titolo adottato |
| --------- | -------- | -------------------------------- | --------------- |
| Taiwan    | GTV      | 17 novembre-29 dicembre 2008     | 戀人            |
| Hong Kong | Drama 1  | 17 dicembre 2009-13 gennaio 2010 | 大佬有情人      |
| Giappone  |          |                                  | 恋人            |